# Richard Portnow
Richard Portnow est un acteur américain né le 26 janvier 1947 à Brooklyn, New York (États-Unis).

## Filmographie

### Cinéma
- 1980 : Roadie : First New York Wino
- 1985 : Recherche Susan désespérément (Desperately Seeking Susan) : Party Guest
- 1987 : Radio Days : Sy
- 1987 : Les Filous (Tin Men) : Carly
- 1987 : The Squeeze : Ruben
- 1987 : Weeds : Guard
- 1987 : Hiding Out (en) de Bob Giraldi : Mr. Lessig
- 1987 : Good Morning, Vietnam : Dan 'The Man' Levitan
- 1988 : In Dangerous Company
- 1988 : Jumeaux (Twins) : Chop Shop Owner
- 1989 : Un monde pour nous (Say Anything...) : IRS Agent Stewart
- 1989 : Chattahoochee : Dr Debner
- 1989 : Meet the Hollowheads (en) : Mr. Crabneck
- 1990 : Tante Julia et le scribouillard (Tune in Tomorrow...) : Uncle Luke
- 1990 : Havana : Mike MacClaney
- 1990 : Un flic à la maternelle (Kindergarten Cop) : Captain Salazar
- 1991 : Barton Fink : Detective Mastrionotti
- 1991 : For the Boys de Mark Rydell : Milt, Recording Studio
- 1991 : Le Père de la mariée (Father of the Bride) : Al
- 1992 : Beethoven : Man with Gun in Briefcase
- 1992 : Rock 'n' nonne (Sister Act) : Willy
- 1992 : There Goes the Neighborhood : Marty Rollins
- 1993 : Drôles de fantômes (Heart and Souls) : Max Marco
- 1993 : Les Yeux de la nuit 3 (Night Eyes Three) : Kaplan
- 1994 : Ripley's Believe It or Not : Robert L. Ripley
- 1994 : Lipstick Camera : Detective Vorkopich
- 1994 : Trial by Jury de Heywood Gould : Leo Greco
- 1994 : S.F.W. de Jefery Levy : Gerald Parsley
- 1995 : Le Maître des lieux (Man of the House) : Joey Renda, Frank's Son
- 1995 : Across the Moon : Roy
- 1995 : Se7en : Dr Beardsley
- 1996 : Bogus : M. Clay Thrasher
- 1997 : Naked in the Cold Sun
- 1997 : Brittle Glory
- 1997 : Parties intimes (Private Parts) : Ben Stern
- 1997 : Reportage en direct (Mad City) : Marty, Brackett's Agent
- 1997 : Guy : Al
- 1998 : Desert Thunder : Adm. Le Clair
- 1998 : Ballad of the Nightingale
- 1998 : Fallen Arches : Nicky Kaplan
- 1998 : La Dernière Preuve (Shadow of Doubt) : Marvin Helm
- 1998 : Le Géant et moi (My Giant) : Producer
- 1998 : Las Vegas Parano (Fear and Loathing in Las Vegas) : Wine Colored Tuxedo
- 1998 : Milo : Lieutenant Parker
- 1998 : Postal Worker : Dr Nicholas Brink
- 1999 : L'Association du mal (Lured Innocence) : Jack Shelby
- 1999 : Choose Life : Vito Ungaro
- 1999 : The Unscarred : Tommy Matolla
- 1999 : Road Kill : Mr. Charboneau
- 1999 : Ghost Dog, la voie du samouraï (Ghost Dog: The Way of the Samurai) : Handsome Frank
- 2000 : The Mystery of Spoon River : Agent Cicarelli
- 2000 : Happy Accidents : Trip
- 2001 : Zigs : Arnold Zigman
- 2001 : Double Bang (en) de Heywood Gould : Lieutenant Shatkin
- 2002 : Poolhall Junkies : Toupe Jay
- 2003 : Stereotypes : Emergency Radio Announcer
- 2004 : Under the City : Minks
- 2004 : Tony 'n' Tina's Wedding : Vinnie Black
- 2005 : Johnny Slade's Greatest Hits : Jerry Kaminski
- 2006 : Jugez-moi coupable : Max Novardis
- 2007 : Dangereuse Séduction : Narron
- 2008 : The Spirit : Donnenfeld
- 2009 : Que justice soit faite (Law Abiding Citizen) : Bill Reynolds
- 2013 : Hitchcock de Sacha Gervasi : Barney Balaban
- 2013 : Old Boy : Bernie Sharkey
- 2015 : Dalton Trumbo (Trumbo) de Jay Roach : Louis B. Mayer
- 2016 : Soy Nero de Rafi Pitts :

### Télévision
- 1983 : Trackdown: Finding the Goodbar Killer (TV) : Bartender
- 1986 : Seule contre la drogue (Courage) (TV) : Frankie Ce De Baca
- 1987 : Almost Partners (TV) : Nicky
- 1987 : Perry Mason: The Case of the Murdered Madam (TV) : Harry Long
- 1987 : The House of Blue Leaves (TV) : Billy Einhorn
- 1989 : Seule face au crime (Original Sin) (TV) : Vincent
- 1989 : Un silence coupable (A Deadly Silence) (TV) : D.A. Ed Jablonski
- 1989 : Peter Gunn de Blake Edwards : Spiros
- 1991 : Perry Mason: The Case of the Maligned Mobster (TV) : Dave Barrett
- 1993 : Based on an Untrue Story (TV) : Disturbing Caller
- 1994 : Ray Alexander: A Taste for Justice (TV)
- 1994 : Dragstrip Girl (TV) : Det. Dryden
- 1995 : Lightning (Ed McBain's 87th Precinct: Lightning) (TV) : Monaghan
- 1995 : Donor Unknown (TV) : Hal Cooney
- 1996 : EZ Streets (TV) : Detective Frank Collero
- 1997 : Les Charmes de la vengeance (Bella Mafia) (TV)
- 1999 : Kilroy (TV) : Ed Gray
- 1999 : Le Suppléant 3 - Que le meilleur gagne (The Substitute 3: Winner Takes All) (TV) : Vincent Lo Russo
- 1999 : Ryan Caulfield (Ryan Caulfield: Year One) (série télévisée) : Sergeant Palermo
- 1999 : Témoin à charge (Witness Protection) (TV) : Niko
- 2001 : Laughter on the 23rd Floor (TV) : Harry Prince
- 2006 : Howard Stern: The High School Years (série télévisée) : Ben Stern (voix)
- 2008 : Cold Case : Affaires classées (série télévisée) : Oscar Anderson
- 2010 : Un amour plus que parfait (The Wish List) (TV) : Lenny
- 2011 : Mentalist (série télévisée) : Phil
- 2013 : Dans l'ombre du doute (In the Dark) (TV) : Détective Archer
- 2014 : Une inquiétante baby-sitter (Nanny Cam) (TV) : Détective Jones